# Brighton, Worthing & District Football League
Brighton, Worthing & District Football League är en engelsk fotbollsliga. Den har tre divisioner och toppdivisionen Premier Division ligger på nivå 12 i det engelska ligasystemet.
Vinnaren av Premier Division kan ansöka om uppflyttning till Southern Combination Football League.
Ligan, som då hette Brighton Hove & District Football League, gick 2014 samman med Worthing & District Football League.

## Mästare
| 2001/02 | Royal Sovereign        | Whitehawk Vets     | South Central Wanderers | Lower Bevendean res        | Marquess of Exeter     | Shoreham United |   |
| 2002/03 | Old Varndeanians       | Hanover            | Brighton Electricity    | FC Midlothians             | Shoreham United        | Master Tiles    |   |
| 2003/04 | Hanover                | Portslade Athletic | Master Tiles            | Brighton 1664              | AFC Stadium            | N/A             |   |
| 2004/05 | Hanover                | Master Tiles       | Brighton 1664           | Blue House                 | Rottingdean United res | N/A             |   |
| 2005/06 | Rottingdean Village FC | Blue House         | Ovingdean               | Brighton Rangers res       | Unknown                | N/A             |   |
| 2006/07 | Hanover                | Real Brunswick     | C.C.K.                  | Teamstats.net              | Buckingham Arms        | N/A             |   |
| 2007/08 | American Express       | C.C.K.             | Brighton North End      | Hikers Bha                 | Crew Club Sports       | N/A             |   |
| 2008/09 | Brighton Electricity   | Hikers BHA         | Crew Club Sports        | Peacehaven Good Companions | Orb360                 | N/A             |   |
| 2009/10 | Montpelier Villa       | AFC Falmers Falcon | Orb360                  | Montpelier View II         | N/A                    | N/A             |   |
| 2010/11 | Montpelier Villa       | Hair Razors        | Chailey                 | Midway                     | N/A                    | N/A             | - |